# 阿尔布雷希特·古斯塔夫·冯·曼施泰因

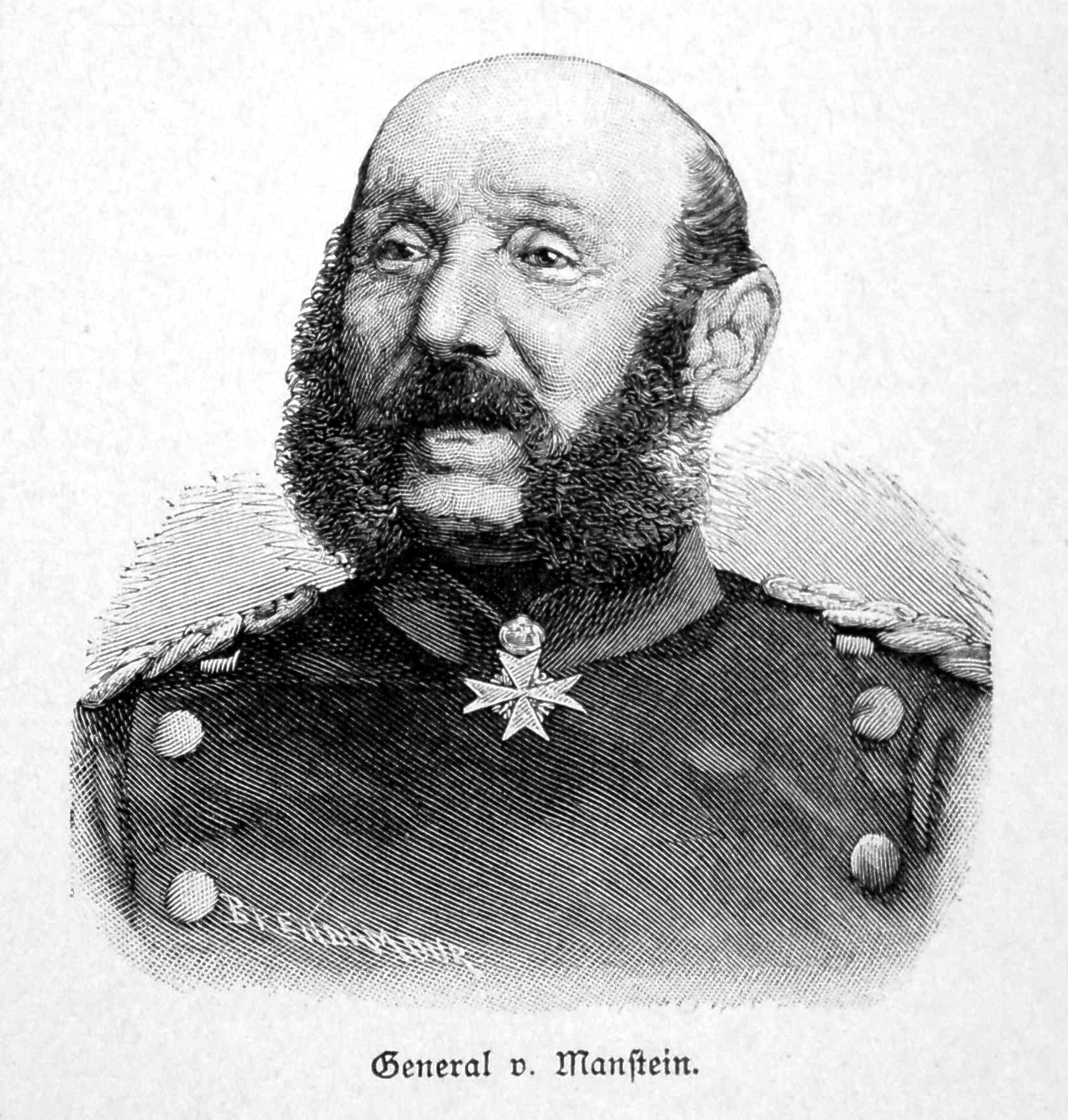
阿尔布雷希特·古斯塔夫·冯·曼施泰因

阿尔布雷希特·古斯塔夫·冯·曼施泰因（英語：Albert Ehrenreich Gustav von Manstein，1805年8月24日在-1877年5月11日在）是一位普鲁士将军，曾在普丹、普奥和普法战争期间服役。他是埃里希·冯·曼施泰因的养祖父。
曼施泰因1805年生于东普鲁士威尔基施肯（今立陶宛南部），于1822年进入第3步兵团。1841年，他晋升为中尉，并成为第一军团的副官。到1864年，他被提升为少将（Generalleutnant）军衔，并指挥第6步兵师，他在第二次石勒苏益格战争期间的迪博尔战役和阿尔斯战役中领导该师。在普奥战争期间，他指挥了第1集团军的预备队，他在克尼格雷茨战役中率领第1集团军，并因此被授予功勋勋章。
1867年，曼施泰因被任命为第9军的指挥官，并于1868年晋升为步兵上将。当1870年8月法德战争开始时，第9军成为腓特烈·卡尔亲王的第2集团军的一部分。曼施泰因和他的军团在格拉沃洛特战役脱颖而出。法兰西第二帝国垮台后，曼施泰因在奥尔良和勒芒战役中在卢瓦尔河谷作战。由于他在战争期间的表现，他获得了100,000塔勒的奖金。他于1873年退休，并在4年后于弗伦斯堡病逝。